# 隆清院
隆清院（生卒年不詳）是安土桃山時代至江戶時代的女性，本名不詳。關白豐臣秀次的女兒，真田信繁的側室。子女包括御田姬（顯性院）和三好幸信。

## 生平
文祿4年（1595年），父親秀次被豐臣秀吉逼迫切腹，秀次的側室和侍女34人以及4男1女在京都三條河原被斬首。隆清院逃避了這次處刑，但為何能成功逃離至今仍是個謎。秀次子女中除了隆清院外，還有幼年時期的於菊也逃過了一劫。後來，她成為了被幽閉在九度山的真田信繁的側室，但如何成為側室的經過不詳。
慶長9年（1604年）生下信繁的五女・顯性院。雖然她的出生年份不詳，但從生下顯性院時推測已經十幾歲了。
慶長20年（1615年）生下信繁的三男・三好幸信。
在大阪夏之陣中，她和女兒投奔了秀次的母親瑞龍院，逃過了一劫。
據顯性院嫁給出羽國龜田藩主岩城宣隆後所完成的妙慶寺緣起(妙慶寺の縁起)記載，隆清院被傳為是一之台女兒（菊亭晴季的女兒），並於寛永10年（1633年）5月8日在京都的菊亭家中去世。她的法名是隆清院殿妙詔日昌大姉。為了供奉，顯性院從亀田派遣了和尚前來，並向遠道而來的他們贈送了一襲袈裟。
現時隆清院的牌位被供奉在妙慶寺中。

## 家庭
- 父：豐臣秀次
- 母：不明 (傳為一之台)
- 配偶：真田信繁
- 子女：
  - 顯性院 - 信繁五女, 岩城宣隆側室
  - 三好幸信 - 信繁三男